# جيريمي فيليبس
جيريمي فيليبس (بالإنجليزية: Jeremy Phillips)‏ هو كاتب بريطاني، ولد في 25 ديسمبر 1951.